# Dubrimachi
Dubrimachi (ros. Дубримахи) – wieś w Rosji, w Dagestanie, w rejonie akuszyńskim. W 2010 liczyła 690 mieszkańców, głównie Dargijczyków.